# Francesca Madriguera i Rodon
Francesca Madriguera i Rodon, auch als Paquita Madriguera bekannt, (* 24. September 1900 in Igualada; † 2. November 1965 in Montevideo) war eine katalanische klassische Pianistin und Komponistin. Als Pianistin gehörte Madriguera der Katalanischen Pianistenschule an.

## Leben und Wirken
Francesca Madriguera i Rodon wurde als Tochter von Enric Madriguera i Haase und Francesca Rodón i Canudas in Igualada geboren. Sie war die Schwester des zwei Jahre jüngeren Komponisten Enric Madriguera. Im Alter von drei Jahren begann sie bei ihrer Mutter Klavier zu spielen. Mit fünf Jahren gab sie ihr erstes Konzert. Als siebenjährige kam sie zu Enrique Granados. Er nahm sie an die Akademie auf, wo sie bei Frank Marshall Klavier und bei Domènec Mas i Serracant Komposition studierte. Granados betrachtete Madriguera immer als eine seiner besten Schülerinnen. Später zog sie nach Paris, wo sie Schülerin von Isidore Philipp wurde. Im Alter von 11 Jahren gab sie ein Konzert im Palau de la Música Catalana in Barcelona, ein anderes im Ateneo von Madrid. Sie führte in diesen Konzerten auch Eigenkompositionen auf. Mit 13 Jahren führte sie internationale Konzerttourneen durch und gab in Paris und London Konzerte. In der Londoner Royal Albert Hall spielte sie in einem Gedenkkonzert für die Sängerin María Barrientos.
Sie trat bis 1920, dem Jahr ihrer Hochzeit, mit ihrem Bruder Enric als Duo auf. 1920 heiratete sie Arturo Puig, den Inhaber der Zeitung La Democracia in Montevideo und ließ sich mit diesem in Montevideo nieder. Mit Beginn dieser Ehe gab sie zunächst ihre Karriere als Konzertpianistin auf.
Als 1933 ihr Mann starb, nahm sie ihre Konzerttätigkeit wieder auf und unternahm häufig Tourneen durch Europa und Amerika. 1953 gab sie als Solistin des Stadtorchesters von Barcelona unter Eduard Toldrà ein Konzert in Barcelona. Sie ging eine zweite Ehe mit dem Gitarristen Andrés Segovia ein.
Als Komponistin hat Madriguera hauptsächlich Werke für Klavier sowie für Klavier und Singstimme geschrieben.
Francesca oder Paquita Madriguera, wie sie von ihren Fans genannt wurde, starb am 2. November 1965 in Montevideo.